# 大学生志愿服务西部计划
中国大陸政府从2003年开始实施大学生志愿服务西部计划，该计划由中国共产主义青年团中央，中華人民共和國财政部、教育部、人事部联合发起，每年从应届大学毕业生中选送一定数量的人员到西部省份从事为期1-3年的教育、卫生、农业科技、扶贫以及青年中心建设和管理等方面的志愿服务工作，服务期间政府发给一定数量的生活补助，个别省市还根据自己情况在本省范围内招募大学毕业生到本省贫困地方进行同等项目的服务活动。计划开展的第一年（2003年）在全国共招募大学毕业6,000人。